# Sciapteryx consobrina
Sciapteryx consobrina ist eine Pflanzenwespe aus der Familie der Echten Blattwespen (Tenthredinidae).

## Merkmale
Die Pflanzenwespen besitzen eine Körperlänge von etwa 10 mm. Sie besitzen eine schwarze Grundfärbung. Der Hinterleib weist dünne weiße Bänder auf. Über den Vorderrand des Mesonotum verläuft ein weißer Strich. Auf dem Frons befindet sich an der Innenseite der Augen ein schmaler weißer Fleck. Die Vorderflügel der Pflanzenwespen besitzen eine schwarze Flügeladerung sowie ein dunkles Flügelmal.
Die Larven von Sciapteryx consobrina weisen eine starke Varianz hinsichtlich ihrer Färbung auf.

## Verbreitung
Die Art ist in Mittel- und Osteuropa verbreitet. Im Norden reicht ihr Vorkommen bis nach Großbritannien und Schweden.

## Lebensweise
Die Blattwespen fliegen von Ende März bis Juni. Man findet sie in lichten Wäldern. Die Larven fressen an den Blättern von Moschuskraut (Adoxa moschatellina) und Hahnenfuß (Ranunculus).

## Ähnliche Arten
- Sciapteryx costalis, die Pflanzenwespe besitzt im Gegensatz zu Sciapteryx consobrina einen orange-farbenen vorderen Flügelrand.